# ألبرت سميث (صحفي)
ألبرت سميث (بالإنجليزية: Merriman Smith) (و. 1913 – 1970 م) هو صحفي، من الولايات المتحدة الأمريكية، توفي عن عمر يناهز 57 عاماً.

## جوائز
حصل على جوائز منها:
- وسام الحرية الرئاسي.

## روابط خارجية
- ألبرت سميث على موقع إن إن دي بي (الإنجليزية)